# Easton (Contea di Marathon, Wisconsin)
Easton è un comune degli Stati Uniti, situato in Wisconsin, nella Contea di Marathon.